# Li Xiannian
Li Xiannian, född 23 juni 1909 i Hong'an, Hubei, död 21 juni 1992 i Peking, var en kinesisk kommunistisk politiker och militär.
Li blev medlem i Kinas kommunistiska parti 1927, och var kapten och politisk kommissarie i Folkets befrielsearmé under Den långa marschen. Han förblev en inflytelserik politisk gestalt i Folkrepubliken, och var ledamot i politbyrån från 1956. Han var finansminister från 1954. Under Kulturrevolutionen föll han i onåd, men Zhou Enlai lyckades intervenera så att han blev återinsatt som finansminister 1973.
Han var Folkrepubliken Kinas president 1983-1988 och ordförande för Kinesiska folkets politiskt rådgivande konferens fram till sin död. Li var en av de främsta opponenterna mot den ekonomiska reformpolitiken under Deng Xiaoping och var en av de äldre partiledare som stödde det våldsamma undertryckandet av protesterna på Himmelska fridens torg 1989.
Han räknas som en av "de åtta odödliga" i kommunistpartiet.